# Соколовская, Елена Анатольевна
Соколовская, Елена Анатольевна (род. в 1967 году) — член Союза композиторов России, израильский композитор.

## Биография
Елена Соколовская — представитель четвёртого музыкального поколения в семье Бекман-Щербина. Её прабабушка, Елена Александровна Бекман-Щербина (ученица Н. С. Зверева, затем П. А. Пабста и В. И. Сафонова), «выдающаяся пианистка начала и середины XX века, профессор Московской консерватории». Прадедушка — Леонид Карлович Бекман — автор популярной детской песенки «В лесу родилась ёлочка» и других детских сборников.
В 1994 году она окончила Московскую консерваторию по классу композиции у профессора А. И. Пирумова, консультировалась у профессора Эдисона Денисова. Позже прошла стажировку у профессора Х. П. Дитриха в консерватории имени Ханса Эйслера в Берлине, а затем у профессора М. Копытмана в Академии им. Рубина в Иерусалиме.
С 1995 года Елена Соколовская проживает в Израиле.

## Произведения
(по)
- Кончерто-гроссо Sapienti sat
- «King Solomon», для фортепиано, флейты, ударных и струнных,
- Цикл «Пять посвящений» (одна из частей — «Sarabanda» — посвящена гибели подводной лодки «Курск»).
- «Kaha ze!» произведение для оркестра, памяти трагедии 11 сентября 2001 года в Нью-Йорке.
- «Reed and flute», музыкальный пейзаж для флейты соло (по поэзии Р. Тагора).
- Цикл «Игорь Федорович!!!…» (к 120-летию со дня рождения И. Ф. Стравинского).
- «Timeless and Times» для флейты-пикколо и арфы (2004, памяти погибшего троюродного брата Елены).
- Три багатели для фортепиано.
- «Requiem-Izkor», концерт-литургия-симфония для альта-соло, хора и оркестра; посвящён памяти героев и жертв войны.
- «Мир многоликий», тройной концерт для сопрано, скрипки и валторны с оркестром.
- «Forward», концерт для оркестра и флейты-пикколо.
- «Полночные ступени», цикл из 12 песен на стихи израильской поэтессы Маргалит Матитиаху и самой Елены Соколовской.

Произведения Елены Соколовской исполнялись в концертных залах России, Германии, Югославии, Израиля, США, в том числе:
- «… на концертах студентов-композиторов […] в Рахманиновском, Малом и Большом залах Московской консерватории, в музыкальных фестивалях „Московская осень“ и „Московская весна“ … В Германии исполнялись на Международном фестивале под руководством профессора Хайнца-Пауля Дитриха в Райнсберге, в Югославии — в Новом Саде, Израиле — в Иерусалиме, Тель-Авиве, Ашдоде, Ашкелоне, а также в посольстве Индии в Москве.»

Среди исполнителей и заказчиков её произведений:
- «Камерный оркестр Израиля, Камерный ансамбль Израильского филармонического оркестра (Иерусалим), „Израильская камерата“ во главе с дирижёром Авнером Бироном, Ансамбль современной музыки „Музика Нова“, Оркестр „Классика“, „Ашдодский симфонический оркестр“, „Ашкелонский камерный оркестр“, музыкальный коллектив „Con brio“ из Техасского христианского университета, а также правительство Индии.»

## Награды, достижения
- 2005 — лауреат премии «Организации по защите творческих прав» Израиля в номинации «Музыкальное произведение года» за «Второй концерт для альта, хора и оркестра» («Requiem-Izkor»).(по[2][3]
- 2010 — представлена на премию Премьер-министра Израиля, ежегодно вручаемую лучшим композиторам страны[4].
- 2012 награждена премией им. Ю. Штерна, присуждаемой Министром абсорбции Израиля деятелям искусства за выдающиеся достижения и особый вклад в развитие израильской культуры[5].
- 2014 награждена премией организации музыкальных деятелей Израиля ACUM за композицию «The Criminal»[6]